# Wiadomość
Wiadomość (ang. message) – jednostka komunikacji związana z procesem emisji, przekazywania, przekształcania, przyjmowania i przechowywania (w pamięci) określonego ciągu elementów informacyjnych do odbiorcy bezzwłocznie lub po pewnym czasie. Problemami ilości informacji zawartej w wiadomości zajmuje się teoria informacji.

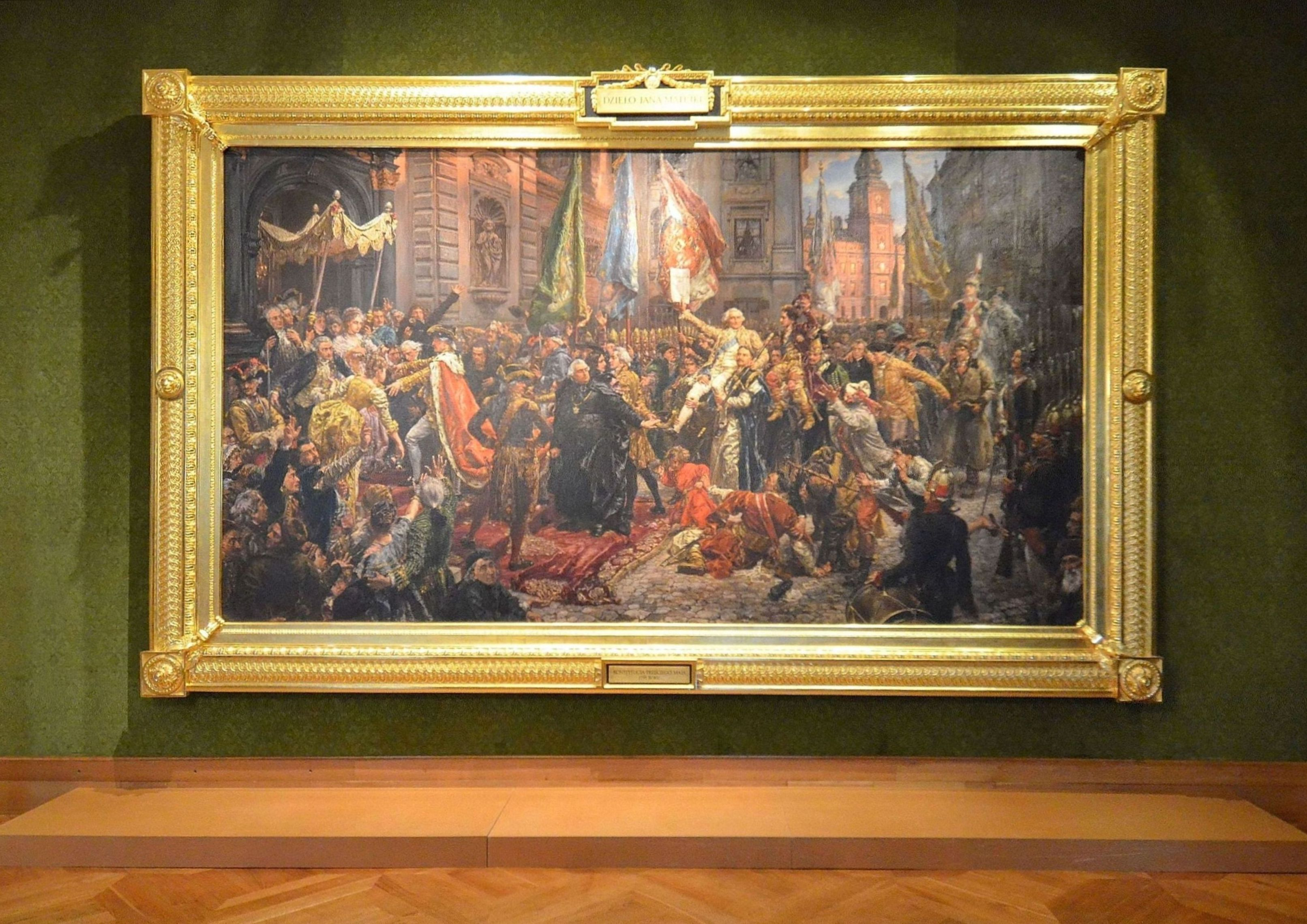
Obraz Konstytucja 3 Maja 1791 na ekspozycji na Zamku Królewskim w Warszawie

## Formy przekazywania wiadomości
Wiadomość może mieć postać:
- sekwencji znaków (np. zapisanych w kodzie alfanumerycznym),
- tekstu pisanego,
- dźwięków (muzyki),
- gestów,
- obrazów (stałych lub ruchomych przedstawiających np. zdarzenia, postacie).

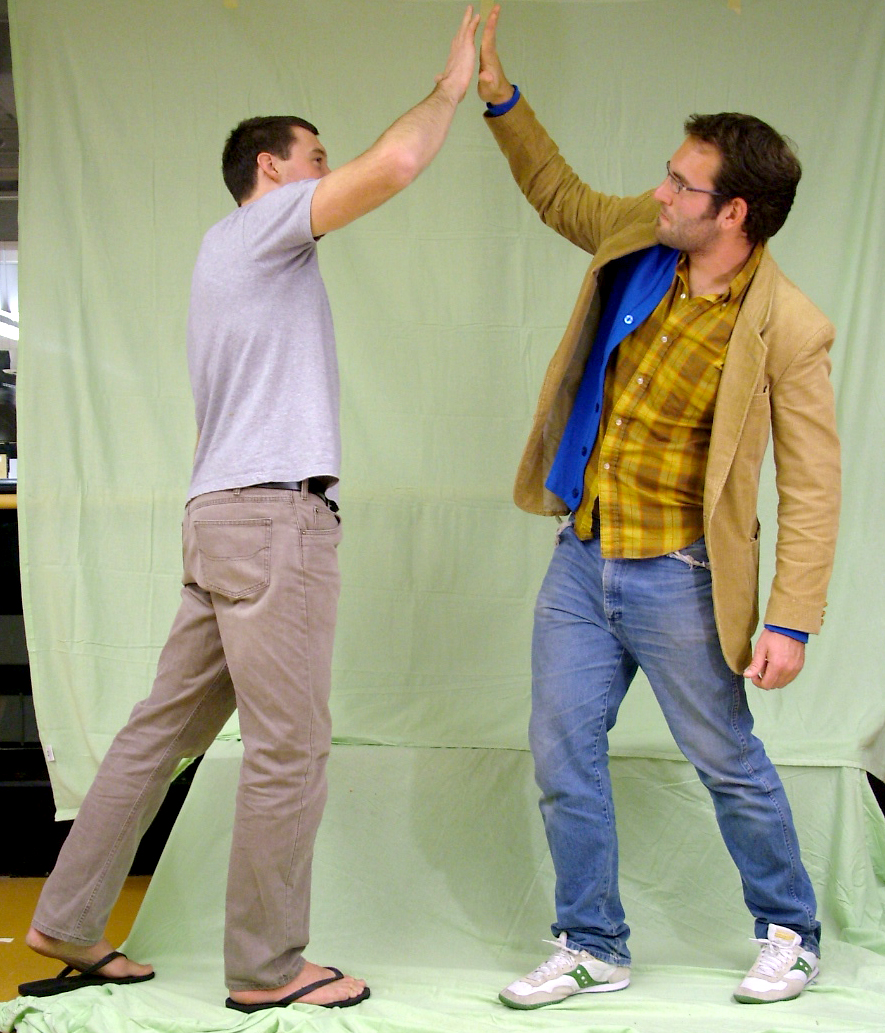
Przybicie piątki jako przykład mowy ciała

## Komunikacja międzyludzka
Komunikacja międzyludzka może być werbalna lub niewerbalna:
- werbalna jest wymianą informacji za pośrednictwem słów, np. rozmowa w cztery oczy, rozmowy telefoniczne lub za pośrednictwem internetu (rozmowa wideo),
- niewerbalna przekazywana jest poprzez działania lub zachowania, np. język ciała.

Wiadomość przekazywana przez człowieka nazywana jest komunikatem, natomiast jej interaktywna wymiana tworzy rozmowę.

## Źródło
Wiadomość może być dostarczana za pomocą różnych środków takich jak: istoty żywe (np. mówiący człowiek, miauczący kot, kurier), przedmioty lub obiekty będące przedmiotami obserwacji (np. tykający zegar, czarna dziura), procesy (np. obumieranie gwiazdy), zjawisko (np. trąba powietrzna), urządzenie (np. urządzenia pomiarowe).

## Wiadomość w informatyce

Logo komunikatora internetowego Skype

Istnieją dwa główne znaczenia wiadomości w informatyce: przekazywanie wiadomości między ludzkimi użytkownikami a systemami komputerowymi dostarczane przez te systemy (np. komunikatory internetowe, emaile) oraz komunikaty przekazywane między programami lub komponentami pojedynczego programu do własnych celów.

## Przykłady
- Tygodniki i roczniki: Wiadomości Brukowe, Wiadomości Archeologiczne, Wiadomości Literackie, Wiadomości Polskie
- Serwisy informacyjne: Wirtualna Polska, Wiadomości24.pl, Interia.pl, Onet.pl
- Telewizja informacyjna: TVN24, TVN24 BiS
- Radia: Radio ZET, Radio Eska, Radio RMF FM
- Lokalny program telewizyjny: TV Wschód